# والتر میدلبرگ
والتر میدلبرگ (انگلیسی: Walter Middelberg; ۳۰ ژانویهٔ ۱۸۷۵ – ۱۵ سپتامبر ۱۹۴۴) قایقران روئینگ اهل هلند بود.